# Zero (Imagine Dragons)
Zero è un singolo del gruppo musicale statunitense Imagine Dragons, pubblicato il 19 settembre 2018 come secondo estratto dal quarto album in studio Origins.

## Descrizione
Il brano è stato realizzato per la colonna sonora del film Ralph spacca Internet, in uscita il 21 novembre 2018. Il cantante Dan Reynolds ha spiegato così la genesi di Zero:
Il regista del film, Rich Moore, ha definito una mossa intelligente l'idea di mettere il brano nei titoli di coda perché «parla di chi si sente uno zero, di qualcuno che non si è sempre sentito meritevole, qualcuno che ha permesso all'intera concezione di sé stesso di affidarsi a una sola singola amicizia. E quando quell'amicizia è minacciata, entrano in ballo tante insicurezze».

## Video musicale
Alla sua uscita il singolo è stato accompagnato da un elaborato lyric video definito da Billboard come un «visionario sovraccarico di meme». Il video ufficiale diretto da Dave Meyers è invece stato pubblicato il 23 ottobre 2018.

## Tracce
Testi e musiche degli Imagine Dragons e John Hill.
1. Zero (From the Original Motion Picture "Ralph Breaks the Internet") – 3:30

## Classifiche

### Classifiche settimanali
| Classifica (2018)  | Posizione massima |
| ------------------ | ----------------- |
| Italia             | 22                |
| Stati Uniti (rock) | 10                |
| Svezia             | 92                |
| Svizzera           | 76                |

### Classifiche di fine anno
| Classifica (2018)  | Posizione |
| ------------------ | --------- |
| Stati Uniti (rock) | 93        |